# Dietenhofen
Dietenhofen ist ein Markt im Landkreis Ansbach (Mittelfranken, Bayern) und zählt zur Metropolregion Nürnberg.

## Geografie

### Geografische Lage
Die Gemeinde liegt im Naturpark Frankenhöhe etwa 28 km westlich von Nürnberg, 14 km nordöstlich von Ansbach und 38 km östlich von Rothenburg ob der Tauber. Durch den Ort fließt die Bibert, die bei Zirndorf in die Rednitz mündet.

### Gemeindegliederung
Die Gemeinde Dietenhofen hat 28 Gemeindeteile (in Klammern ist der Siedlungstyp angegeben):
- Adelmannsdorf (Dorf)
- Andorf (Dorf)
- Dietenhofen (Hauptort)
- Dietenholz (Weiler)
- Ebersdorf (Dorf)
- Frickendorf (Dorf)
- Götteldorf (Kirchdorf)
- Haunoldshofen (Dorf)
- Herpersdorf (Dorf)
- Höfen (Weiler)
- Hörleinsdorf (Weiler)
- Kehlmünz (Weiler)
- Kleinhabersdorf (Dorf)
- Kleinhaslach (Pfarrdorf)
- Lentersdorf (Weiler)
- Leonrod (Dorf)
- Methlach (Einöde)
- Mosmühle (Einöde)
- Münchzell (Einöde)
- Neudietenholz (Einöde)
- Neudorf (Dorf)
- Oberschlauersbach (Dorf)
- Rothleiten (Weiler)
- Rüdern (Weiler)
- Seubersdorf (Kirchdorf)
- Stolzmühle (Siedlung)
- Walburgswinden (Einöde)
- Warzfelden (Kirchdorf)

Außerdem gibt es die Einöden Höfenmühle, Warzfeldermühle und Ziegelhütte. Sie sind keine amtlich benannten Gemeindeteile.
Es gibt auf dem Gemeindegebiet die Gemarkungen Dietenhofen, Ebersdorf, Götteldorf, Herpersdorf, Haasgang (Gemarkungsteil 0), Kehlmünz, Kleinhaslach, Neudorf und Seubersdorf. Die Gemarkung Dietenhofen hat eine Fläche von 5,469 km². Sie ist in 2162 Flurstücke aufgeteilt, die eine durchschnittliche Flurstücksfläche von 2529,47 m² haben. In ihr liegt neben dem namensgebenden Ort der Gemeindeteil Mosmühle.

### Nachbargemeinden
Die Nachbargemeinden sind:
| Rügland, Neuhof an der Zenn | Wilhermsdorf                                |                |
|                             | Kompassrose, die auf Nachbargemeinden zeigt | Großhabersdorf |
| Weihenzell                  | Bruckberg, Petersaurach                     | Heilsbronn     |

### Klima

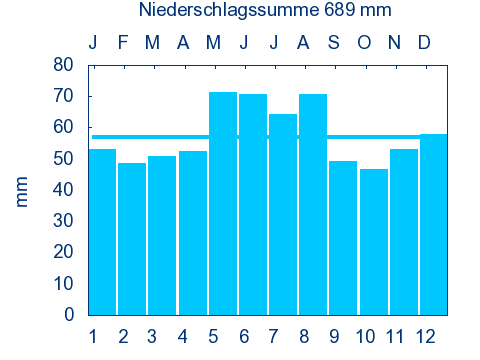
Diagramm Niederschlagsmittelwerte Dietenhofen für den Zeitraum von 1961 bis 1990
Niederschlagsdiagramm für Dietenhofen (blaue Kurve) vor den Mittelwerten (Quantilen) für Deutschland (grau)

In Dietenhofen beträgt die durchschnittliche Niederschlagsmenge im Jahr 689 mm.

## Geschichte
Im Jahre 1235 wurde der Ort als „Dietenhouen“ in einer Urkunde des Klosters Heilsbronn erstmals namentlich erwähnt. Das Bestimmungswort des Ortsnamens ist der Personenname Dieto, der als Gründer des Ortes angesehen werden kann. Die Wasserburg Dietenhofen wurde 1523 zerstört und später als Schloss wieder aufgebaut. Der Ort gehörte zum hohenzollerischen Fürstentum Ansbach, das ab 1500 im Fränkischen Reichskreis lag.
Im Jahre 1528 hatte das kirchlich unter bambergischem Patronat und leonrodischer Herrschaft stehende Dietenhofen die Reformation gemäß dem 1527 gegebenen Mandat des Markgrafen Kasimir angenommen. Bereits Anfang der 1520er Jahre hatten Dietenhofers Pfarrer Brechtel und Kaplan Hiller reformatisch gewirkt.
Im 16-Punkte-Bericht des Oberamtes Ansbach von 1684 wurden für Dietenhofen 42 Mannschaften verzeichnet. Grundherren waren das Kastenamt Neuhof (1 Anwesen), die Deutschordenskommende Nürnberg (18) und die Herren von Leonrod (23). Das Hochgericht südlich der Bibert übte das brandenburg-ansbachische Hofkastenamt Ansbach aus, nördlich der Bibert das brandenburg-bayreuthische Stadtvogteiamt Markt Erlbach. Die Dorf- und Gemeindeherrschaft hatte das Hofkastenamt Ansbach inne.
Gegen Ende des 18. Jahrhunderts gab es in Dietenhofen 67 Anwesen. Das Hochgericht übte das Stadtvogteiamt Markt Erlbach aus, die Dorf- und Gemeindeherrschaft hatte das brandenburg-bayreuthische Kastenamt Dietenhofen. Grundherren waren das Fürstentum Bayreuth (Kastenamt Dietenhofen, 56 Anwesen: 2 Mühlen, 1 Badstube, 14 Güter, 17 Gütlein, 16 Häuser, 6 Tropfhäuser; Kastenamt Neuhof: 3 Höfe, 2 Güter, 3 Häuser; Pfarrei Dietenhofen: 1 Häuslein) und das Rittergut Neudorf (1 Hof, 1 Gut).
Im Jahre 1792 erfolgte der Übergang an Preußen. Von 1797 bis 1810 unterstand der Ort dem Justizamt Markt Erlbach und Kammeramt Neuhof.
Im Jahre 1810 kam Dietenhofen an das Königreich Bayern. Im Rahmen des Gemeindeedikts wurde 1811 der Steuerdistrikt Dietenhofen gebildet, zu dem Andorf, Ebersdorf, Herpersdorf, Lentersdorf, Leonrod, Mosmühle, Oberschlauersbach, Rothleiten, Seubersdorf und Stolzmühle gehörten. Im Jahre 1813 entstand die Ruralgemeinde Dietenhofen, zu der die Mosmühle gehörte. Sie war in der Finanzverwaltung dem Rentamt Ipsheim zugeordnet, in der sonstigen Verwaltung und Gerichtsbarkeit dem Landgericht Markt Erlbach. Die freiwillige Gerichtsbarkeit über zwei Anwesen hatte jedoch bis 1833 das Patrimonialgericht Neudorf. Ab 1862 gehörte Dietenhofen zum Bezirksamt Neustadt an der Aisch (1939 in Landkreis Neustadt an der Aisch umbenannt) und ab 1856 zum Rentamt Markt Erlbach (1919–1929: Finanzamt Markt Erlbach, 1929–1972: Finanzamt Fürth, seit 1972 Finanzamt Ansbach). Die Gerichtsbarkeit blieb beim Landgericht Markt-Erlbach (1879 in Amtsgericht Markt Erlbach umbenannt), von 1959 bis 1972 war das Amtsgericht Fürth zuständig, seitdem ist es das Amtsgericht Ansbach. Die Gemeinde hatte ursprünglich eine Gebietsfläche von 5,365 km².
Am 6. Dezember 1931 veranstaltete der Bezirksleiter des Bezirks Neustadt/Aisch, Uffenheim und Scheinfeld Otto Roth in Dietenhofen eine Werbeveranstaltung für die NSDAP. Es folgte 1932 eine Großkundgebung mit mehr als 1000 Teilnehmern, bei der der Landeskulturverwalter des Gaues Franken und Nürnberger Stadtrat Hans Bäselsöder (1900–1983) sowie der SA-Gruppenführer und Reichstagsabgeordnete Wilhelm Stegmann auftraten.

### Eingemeindungen
Am 1. Juli 1969 wurden die Gemeinden Ebersdorf und Leonrod eingegliedert. Am 1. Januar 1970 kamen Herpersdorf und Seubersdorf hinzu. Neudorf folgte am 1. Januar 1972. Kehlmünz und Gebietsteile der vorher zum Landkreis Ansbach gehörenden aufgelösten Gemeinden Haasgang und Kleinhaslach wurden am 1. Juli 1972 in den Markt Dietenhofen umgegliedert. Gebietsteile der aufgelösten Gemeinde Unternbibert kamen am 1. Januar 1977 hinzu. Götteldorf folgte am 1. Mai 1978.

### Einwohnerentwicklung
Im Zeitraum 1988 bis 2018 stieg die Einwohnerzahl von 4441 auf 5573 um 1132 Einwohner oder um 25,5 %.
Gemeinde Dietenhofen
| Jahr      | 1818   | 1840   | 1852   | 1861   | 1867   | 1871   | 1875   | 1880   | 1885   | 1890   | 1895   | 1900   | 1905   | 1910   | 1919   | 1925   | 1933   | 1939   | 1946   | 1950   | 1961   | 1970   | 1987   | 2005 | 2010 | 2015   |
| Einwohner | 505    | 659    | 637    | 599    | 662    | 653    | 637    | 619    | 606    | 599    | 622    | 609    | 657    | 686    | 703    | 762    | 732    | 758    | 1107   | 1162   | 1346   | 2610   | 4260   | 5322 | 5660 | 5572   |
| Häuser    | 80     | 101    |        |        |        | 113    |        |        | 118    | 128    |        | 125    |        |        |        | 144    |        |        |        | 163    | 248    |        | 1034   |      |      | 1515   |
| Quelle    | [ 19 ] | [ 20 ] | [ 21 ] | [ 22 ] | [ 23 ] | [ 24 ] | [ 25 ] | [ 26 ] | [ 27 ] | [ 28 ] | [ 21 ] | [ 29 ] | [ 21 ] | [ 30 ] | [ 21 ] | [ 31 ] | [ 21 ] | [ 21 ] | [ 21 ] | [ 32 ] | [ 14 ] | [ 33 ] | [ 34 ] |      |      | [ 35 ] |

Ort Dietenhofen
| Jahr      | 001818 | 001840 | 001861 | 001871 | 001885 | 001900 | 001925 | 001950 | 001961 | 001970 | 001987 |
| Einwohner | 505    | 651    | 593    | 644    | 600    | 602    | 755    | 1155   | 1344   | 1710   | 2360   |
| Häuser    | 80     | 100    |        |        | 117    | 124    | 143    | 162    | 247    |        | 547    |
| Quelle    | [ 19 ] | [ 20 ] | [ 22 ] | [ 24 ] | [ 27 ] | [ 29 ] | [ 31 ] | [ 32 ] | [ 14 ] | [ 33 ] | [ 34 ] |

## Politik

### Marktgemeinderat
Der Marktgemeinderat besteht aus 20 Mitgliedern und dem hauptamtlichen Bürgermeister. Die folgende Tabelle zeigt die Sitzverteilungen nach den Kommunalwahlen seit 2002:
|      | CSU / Freie Bürger | SPD | Parteilose Wählergemeinschaft | Wählergruppe der Gemeindeteile Dietenhofens | Gesamt   |
| 2002 | 7                  | 2   | 7                             | 4                                           | 20 Sitze |
| 2008 | 6                  | 1   | 8                             | 5                                           | 20 Sitze |
| 2014 | 5                  | 1   | 7                             | 7                                           | 20 Sitze |
| 2020 | 6                  | –   | 7                             | 7                                           | 20 Sitze |

### Bürgermeister
Von 1984 bis 2014 war Heinz Henninger (PWG) Erster Bürgermeister. Bei den Kommunalwahlen in Bayern 2014 trat er nicht mehr an. In einer Stichwahl setzte sich Rainer Erdel, der für die Wählergruppe der Ortsteile Dietenhofens (WGO) angetreten war, mit 62,9 % der Stimmen gegen Rainer Pfeiffer (Parteilose Wählergemeinschaft), der 37 % erhielt, durch. Bei der Kommunalwahl 2020 wurde er mit 86,7 Prozent der gültigen Stimmen bei einer Wahlbeteiligung von 61,5 Prozent im Amt bestätigt.

### Wappen und Flagge
Wappen
| Wappen von Dietenhofen | Blasonierung: „In Silber auf grünem Boden stehend ein blau gekleideter Hirt mit goldener Tasche, goldenen Stiefeln und schwarzem Schlapphut, der in ein goldenes Horn bläst.“ |
| Wappen von Dietenhofen | Wappenbegründung: Der blasende Mann steht redend für den nicht mehr verstandenen Ortsnamen, der von „Düten“, also Blasen, abgeleitet wurde. Damit lässt sich auch die Sage im Zusammenhang mit dem Wappen erklären: Kaiserin Kunigunde hatte sich verirrt und das Blasen des Nachtwächters brachte sie wieder auf den richtigen Weg. Tatsächlich leitet sich aber der Ortsname vom Personennamen Dieto ab. Für die brandenburgischen Ämter Dietenhofen und Bonnhof ist ein gemeinsam benutztes Siegel von der Wende vom 17. zum 18. Jahrhundert überliefert. König Maximilian II. genehmigte 1858 die Weiterführung des Siegelbildes als Wappen. |

Flagge
Als inoffizielle Gemeindeflagge wird eine weiß-blaue Flagge mit dem Gemeindewappen verwendet.

### Gemeindepartnerschaften
- Zschorlau (Sachsen)
- Flavignac (Frankreich), seit 1982;
- Gresten-Land (Österreich), seit 2010

### Raumordnung
Von 2004 bis 2016 gehörte Dietenhofen zur Kommunalen Allianz (Komm,A). Weitere Mitglieder waren Bruckberg, Heilsbronn, Neuendettelsau und Petersaurach. 2016 entstand die Allianz Kernfranken durch den Zusammenschluss von Komm,A und LiSa (Lichtenau, Sachsen bei Ansbach). Kernfranken ist ein Integriertes ländliches Entwicklungskonzept.

### Bau- und Bodendenkmäler

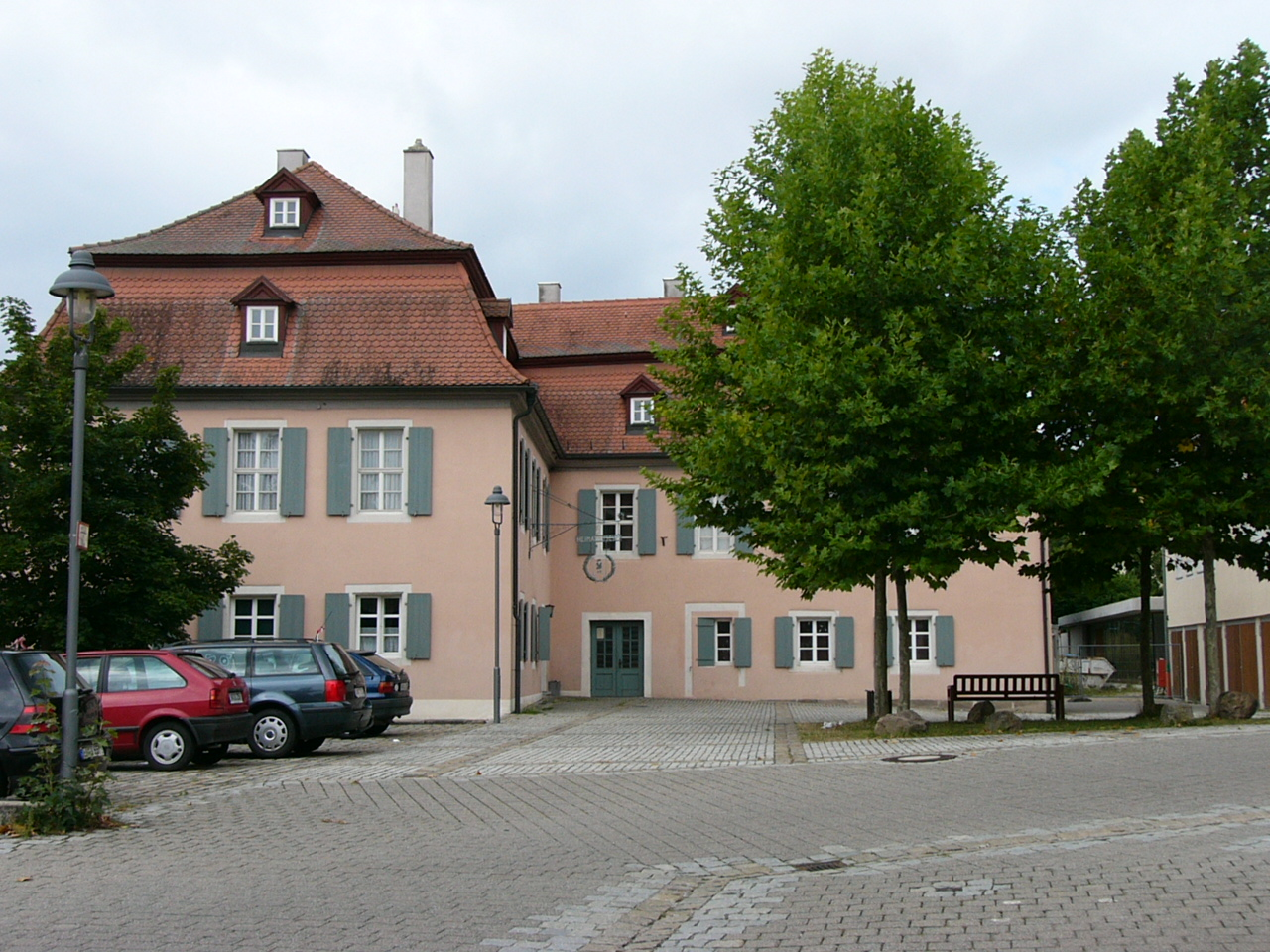
Heimatmuseum im Schloss Dietenhofen

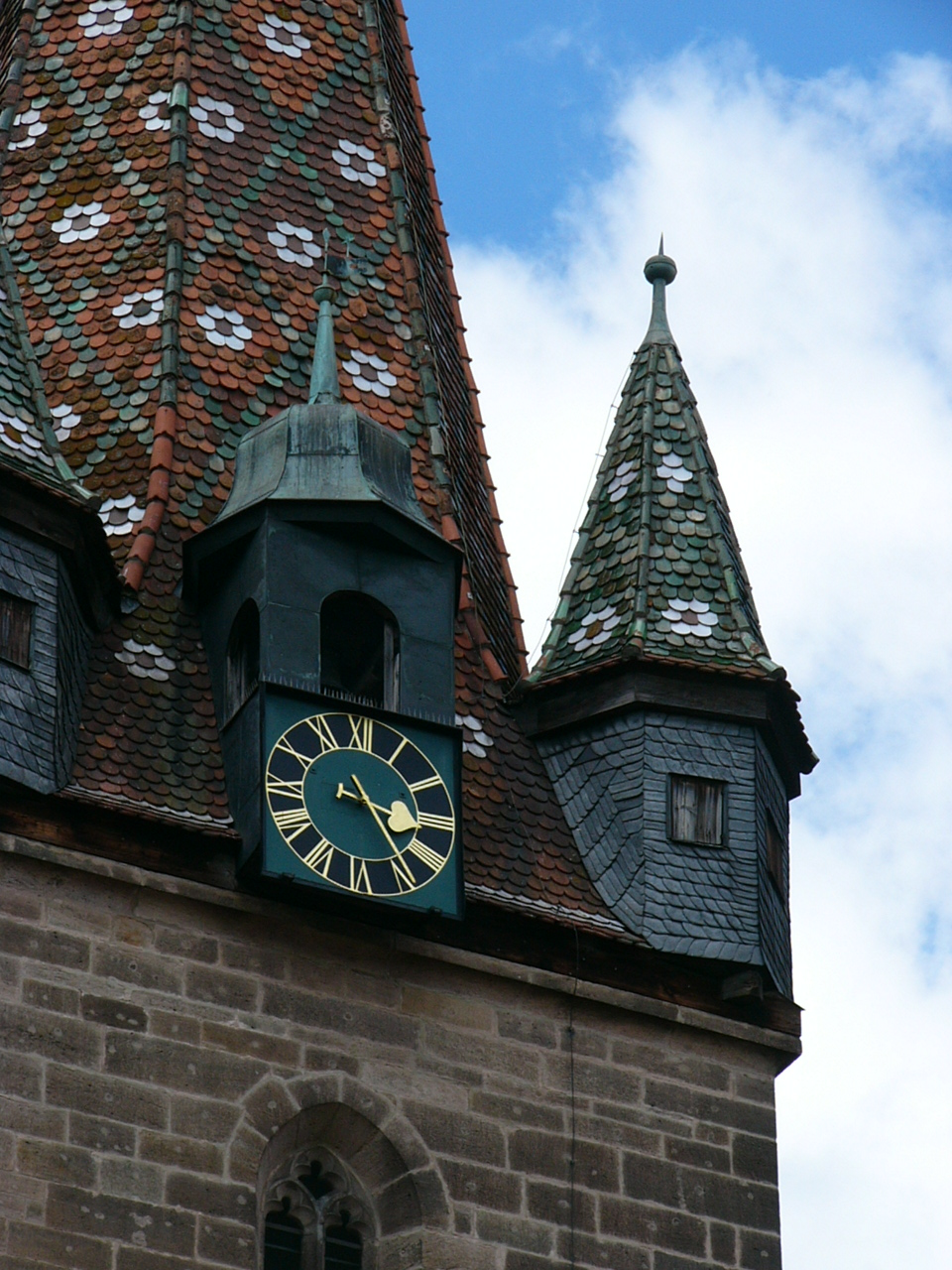
Scharwachtturm und Muster am Kirchturmdach

## Kultur

### Vereine
- Heimischer Sportverein ist der TV 1909 Dietenhofen (u. a. Fußball, Handball, Leichtathletik)
- Ski-Club Dietenhofen e. V. (Schwerpunkte: Ski alpin, Langlauf, Grasski)
- Schützengesellschaft Dietenhofen e. V. gegr. 1813
- TC Dietenhofen (Tennis)
- Fischereiverein Dietenhofen e. V.
- Für die schwimmerische Ausbildung der Bürger von Dietenhofen und Umgebung sorgt sich seit 1974 die DLRG OV Dietenhofen.
- 1. Europa Musikzug Dietenhofen

### Wanderwege
Durch Dietenhofen verlaufen die regionalen Fernwanderwege Deutschherrenweg, Rangau-Querweg, Zollernweg und der Bibertrundweg von Münchzell nach Unternbibert und zurück.

## Wirtschaft und Infrastruktur

### Verkehr
Das Gemeindegebiet wird gleichsam eingerahmt von der Staatsstraße 2245 im Norden und der St 2246 im Süden sowie der St 2255 im Westen. Erreichbare Fernstraßen sind die Bundesstraße 14 im Südosten bei Heilsbronn, die B 8 im Nordosten bei Langenzenn und die B 13 im Westen bei Gräfenbuch. Die nächstgelegene Autobahn ist die A 6 mit der Anschlussstelle Neuendettelsau.
Vom Kernort Dietenhofen führt die Kreisstraße AN 11 nach Staatsstraße 2245 bei Neudorf (2,1 km nördlich). Die AN 24 führt über Leonrod zur Staatsstraße 2255 bei Andorf (5,5 km nordwestlich) bzw. über Rothleiten und Lentersdorf zur Staatsstraße 2246 bei Münchzell (4,8 km östlich). Die AN 26 führt zur  St 2246 bei Kleinhaslach (2,8 km südlich) bzw. über Oberschlauersbach zur St 2245 (2,4 km nordöstlich). Gemeindeverbindungsstraßen führen nach Rüdern (2,1 km westlich) bzw. nach Warzfelden zur AN 17 (2,6 km südwestlich).
In der ersten Hälfte der 1880er Jahre wurde mit der Verbindung Ansbach–Dietenhofen–Markt Erlbach eine Postbuslinie von der Nürnberg-Crailsheimer-Bahn durch das Biberttal eingerichtet. Diese verlor ihre Bedeutung durch die Eröffnung der Bibertbahn am 22. Mai 1914. Sie verkehrte bis zum 26. September 1971 durch das Ortsgebiet, bis zur Eröffnung des Teilstückes nach Rügland am 1. Juni 1915 war Dietenhofen Endbahnhof. Schon vor der Stilllegung des Zugverkehrs im September 1971 verband der Bahnbus den Ort mit Nürnberg und Fürth. Zum Start des Verkehrsverbund Großraum Nürnberg im September 1987 wurde der Bahnbus als Linie 113 vollständig in den Verbund integriert. 1988 übernahm die 100%ige Bahntochter Omnibusverkehr Franken die Konzession.
Zum Schuljahresbeginn 1992 wurde die aus Dietenhofen kommende Schulbuslinie zur Staatlichen Realschule in Heilsbronn und dem Laurentius-Schulzentrum Neuendettelsau in die Buslinie 717 ab Neudorf umgewandelt.
Des Weiteren betreibt die Omnibusverkehr Franken mit der Linie 129 eine Buslinie über Markt Erlbach nach Neustadt an der Aisch und ein privates Verkehrsunternehmen eine Linie 716 nach Ansbach.
Abends und am Wochenende verkehrt ein Anrufsammeltaxi zum Bahnhof Ansbach. Seit dem 1. März 2019 ist ein Bürgerbus im Einsatz, um unmobilisierte Einwohner innerhalb des Gemeindegebietes zu befördern.

### Ansässige Unternehmen
- Geobra Brandstätter GmbH & Co. KG („Playmobil“)
- Herpa Miniaturmodelle GmbH
- BRANOfilter GmbH

## Persönlichkeiten
- Horst Brandstätter (1933–2015), Unternehmer und Inhaber der Firmen Playmobil und Lechuza (geobra), seit 2013 Ehrenbürger
- Wilhelm Eichhorn (1879–1957), Bankmanager, Mitgründer der CSU und Präses der Landessynode Bayern, geboren in Kleinhaslach
- Rainer Erdel (* 1955), Politiker der FDP
- Hans Hartmut Karg (* 1947), deutscher Erziehungswissenschaftler
- Wilhelm Koch (1926–2018), Heimatforscher der Stadt Merkendorf
- Ludwig von Leonrod (1774–1859), Rechtswissenschaftler, Richter und Politiker, Inhaber des Ritterguts Neudorf
- Andrea Schauer (* 1959 in Roßtal), Geschäftsführerin von Playmobil und Lechuza (geobra Brandstätter)[45]
- Albert Weißfloch (1910–1960), Elektrotechniker und Pionier der Mikrowellentechnik